# Bilrånaren

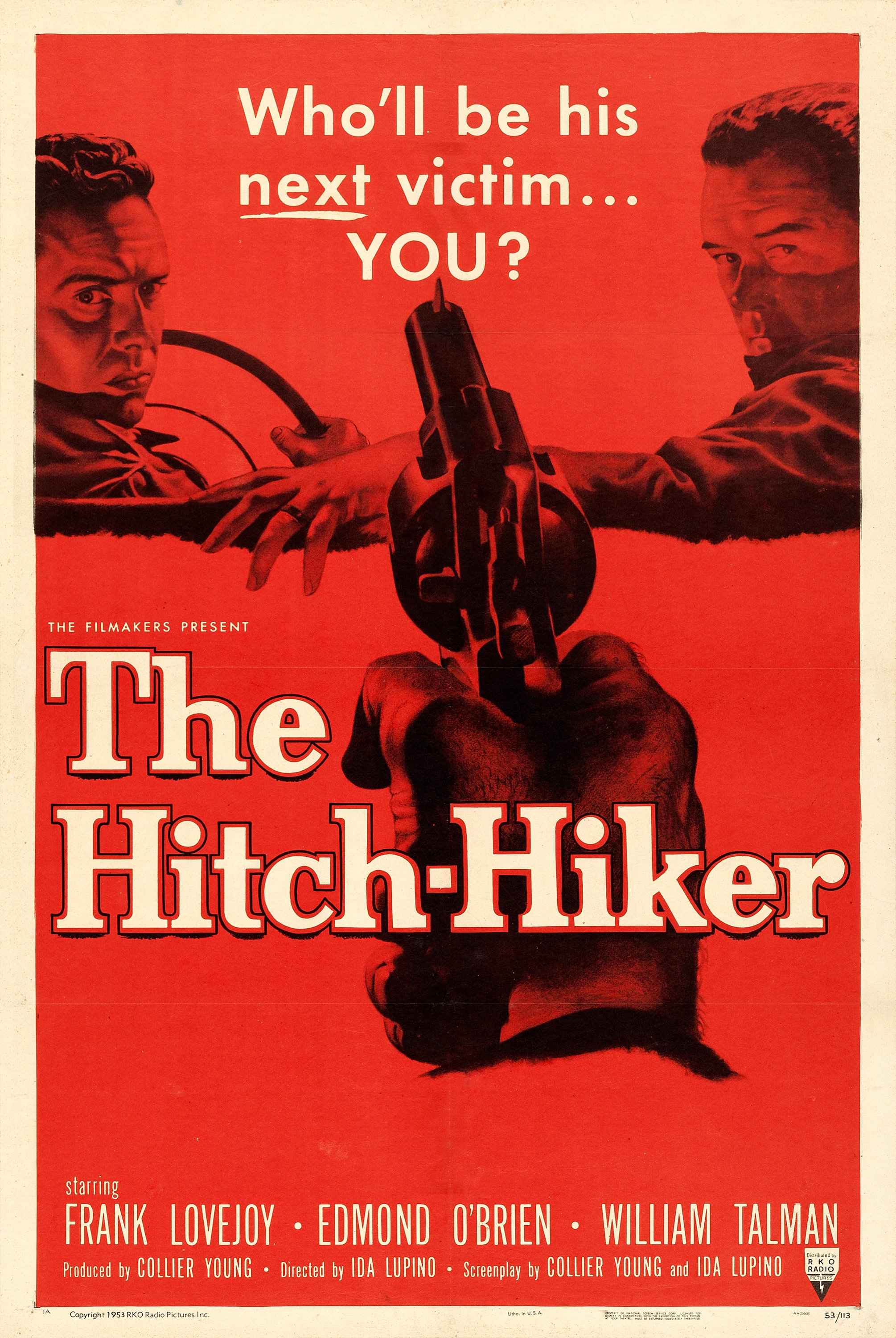
Filmaffisch.

Bilrånaren (originaltitel: The Hitch-Hiker) är en amerikansk film noir-thriller från 1953 i regi av Ida Lupino. Manuset, skrivet av Lupino och hennes exmake Collier Young, är baserat på massmördaren Billy Cook som mördade sex personer under vintern 1950–1951.

## Rollista
- Edmond O'Brien – Roy Collins
- Frank Lovejoy – Gilbert Bowen
- William Talman – Emmett Myers
- José Torvay – Captain Alvarado
- Wendell Niles – sig själv (radiopratare)
- Jean Del Val – generalinspektör
- Clark Howat – Government Agent
- Natividad Vacío – Jose
- Rodney Bell – William Johnson